# More Only
More Only é o quarto extended play (EP) da cantora americana Beyoncé, lançado em 24 de novembro de 2014 pela Parkwood Entertainment e Columbia Records. O EP está incluído na reedição de seu quinto álbum de estúdio, Beyoncé (2013), com duas músicas recém-gravadas e quatro remixes lançados anteriormente, e um segundo DVD com dez apresentações ao vivo filmadas durante The Mrs. Carter Show World Tour (2013-14).
" 7/11 " foi enviado à rádio contemporânea urbana dos EUA em 25 de novembro de 2014, servindo como o single principal do EP. "7/11" e " Ring Off " impactaram o rádio hit contemporâneo na Itália simultaneamente em 28 de novembro de 2014.

## Conteúdo
Das seis faixas incluídas no More Only, quatro são remixes das músicas lançadas anteriormente no álbum Beyoncé (2013) e duas são músicas recém-gravadas. "7/11", que é uma peça de hip hop, apresenta o Auto-Tune em sua composição. A faixa incorpora vários versos de rap de Beyoncé. Caitlin White, da MTV News, comparou a produção da música à de "Bow Down / I Been On" de Beyoncé, lançada em março de 2013.  Liricamente, "7/11" é sobre Beyoncé detalhando seus movimentos de dança: "Eu levanto minhas mãos, girando enquanto minhas mãos levantam / [. . . ] As pernas o movem de um lado para o outro, cheiram no ar."
"Ring Off " é descrito como uma balada de reggae que apresenta ritmos de dancehall com leves elementos de dubstep . A faixa em que ela canta: "Mamãe, eu entendo suas muitas noites sem dormir / Quando você pensa em pai / e como você tentou ser a esposa perfeita... Eu gostaria que você não se machucasse", aborda o fim de um casamento entre os pais de Beyoncé, Tina e Mathew Knowles. "Standing on the Sun" é uma música inflada por reggae, com um sabor de ilha / Caribe.
A versão estendida de "Drunk in Love" apresenta uma participação de Kanye West, que forneceu os vocais para o remix oficial; a música apresenta um verso explícito por ele mesmo e um instrumental ligeiramente modificado produzido por Mike Dean. Em suas falas, West fez rap sobre sua esposa Kim Kardashian e referenciou o vídeo para sua própria música, "Bound 2" (2013). Musicalmente, o remix de " Flawless " foi anotado por ser uma versão mais lenta do original e conter novos versos sexualmente explícitos. Nicki Minaj fornece uma entrega rápida usando um timbre baixo.  Suas letras fazem referência ao trabalho de Kanye West na música "Monster", seu próprio sucesso e compara seus detratores com o médico condenado por Michael Jackson através de numerosas frases de efeito.

## Desempenho comercial
O EP estreou no número 8 da Billboard 200. O EP vendeu 43 mil álbuns em sua primeira semana, mas também recebeu 28 mil em unidades equivalentes. Em julho de 2016, o EP foi certificado como prata no Reino Unido pela British Phonographic Industry (BPI), com 60 mil unidades equivalentes a álbuns.

## Lista de faixas
| More Only – Disco um |                                                | | |         |  |
| N.º                  | Título                                         | Compositor(es) | Produtor(es) | Duração |  |
| 1.                   | "7/11"                                         | Beyoncé Knowles Bobby Johnson Fisher Sidney Swift                                                                               | Beyoncé Johnson Detail [a] Sidney Swift [a] Derek Dixie [b]                                                      | 3:33    |  |
| 2.                   | "Flawless Remix" (com Nicki Minaj)             | Nash Knowles Hollis Rey Reel Music Muhammad Onika Maraj                                                                         | Beyoncé Hit-Boy Rey Reel Music HazeBanga The-Dream Dixie [c] Boots [b]                                           | 3:54    |  |
| 3.                   | "Drunk in Love Remix" (com Jay-Z e Kanye West) | Fisher Knowles Carter Proctor Díaz Soko Mosley Harmon Kanye West Cydel Young Malik Yusef J. Sakiya Sandifer Dean Noah Goldstein | Detail The Order Beyoncé West [c] Dean [c] Timbaland [b] Harmon [b] Boots [b] Noah Goldstein [b]                 | 6:35    |  |
| 4.                   | "Ring Off"                                     | | Caren Beyoncé Cook Classics [a] HS87 (Hit-Boy HazeBanga Preach Bal4) [b] Dean [b] Ariel Rechtshaid [b] Dixie [b] | 3:00    |  |
| 5.                   | "Blow Remix" (com Pharrell Williams)           | Pharrell Williams Knowles Fauntleroy Mosley Harmon Timberlake Nash                                                              | P. Wiliams Beyoncé Timbaland [a] Harmon [a]                                                                      | 5:09    |  |
| 6.                   | "Standing on the Sun Remix" (com Mr. Vegas)    | Greg Kurstin Furler Knowes Fisher Proctor Díaz Soko                                                                             | Kurstin Beyoncé [b] P. Williams [b]                                                                              | 4:33    |  |
| Duração total:       | Duração total:                                 | Duração total: | Duração total:                                                                                                   | 26:44   |  |

Notas
- ↑[a]   significa um co-produtor
- ↑[b]   significa um produtor adicional
- ↑[c]   significa um produtor vocal

Créditos de amostragem
- "Drunk in Love Remix" contém amostras de "Flashing Lights" de Kanye West, vocais fornecidos por Connie Mitchell .
- "Flawless Remix" contém uma amostra de "SpottieOttieDopaliscious" da OutKast .
- "Ring Off" contém partes de um discurso proferido por Tina Knowles no Almoço de Liderança da Texas Women's Empowerment Foundation em 2014.

## Desempenho nas tabelas musicais
| Tabelas musicais (2014)                 | Melhor posição |
| --------------------------------------- | -------------- |
| Bélgica (Ultratop Flandres)             | 69             |
| Bélgica (Ultratop Valônia)              | 123            |
| Nova Zelândia (RMNZ)                    | 24             |
| Escócia (Official Scottish Albums)      | 38             |
| Reino Unido (Official Albums Chart)     | 41             |
| Reino Unido (UK R&B Albums Chart)       | 5              |
| Estados Unidos (Billboard 200)          | 8              |
| Estados Unidos (Top R&B/Hip Hop Albums) | 3              |

| Tabela musical (2015)                 | Posição |
| ------------------------------------- | ------- |
| US Top R&B/Hip-Hop Albums (Billboard) | 65      |

## Histórico de lançamentos
| Região        | Encontro               | Formato          |
| ------------- | ---------------------- | ---------------- |
| Vários países | 24 de novembro de 2014 | Download digital |